# 荔沛戰鬥
荔沛戰鬥發生於1930年2月4日，地點則是在中國桂北一帶，是國民革命軍內部所發生的內戰戰鬥之一。荔沛戰鬥的交戰雙方，一方為六路軍，另一方為桂軍。